# Phénomène de Rogers
Pour les articles homonymes, voir Rogers.

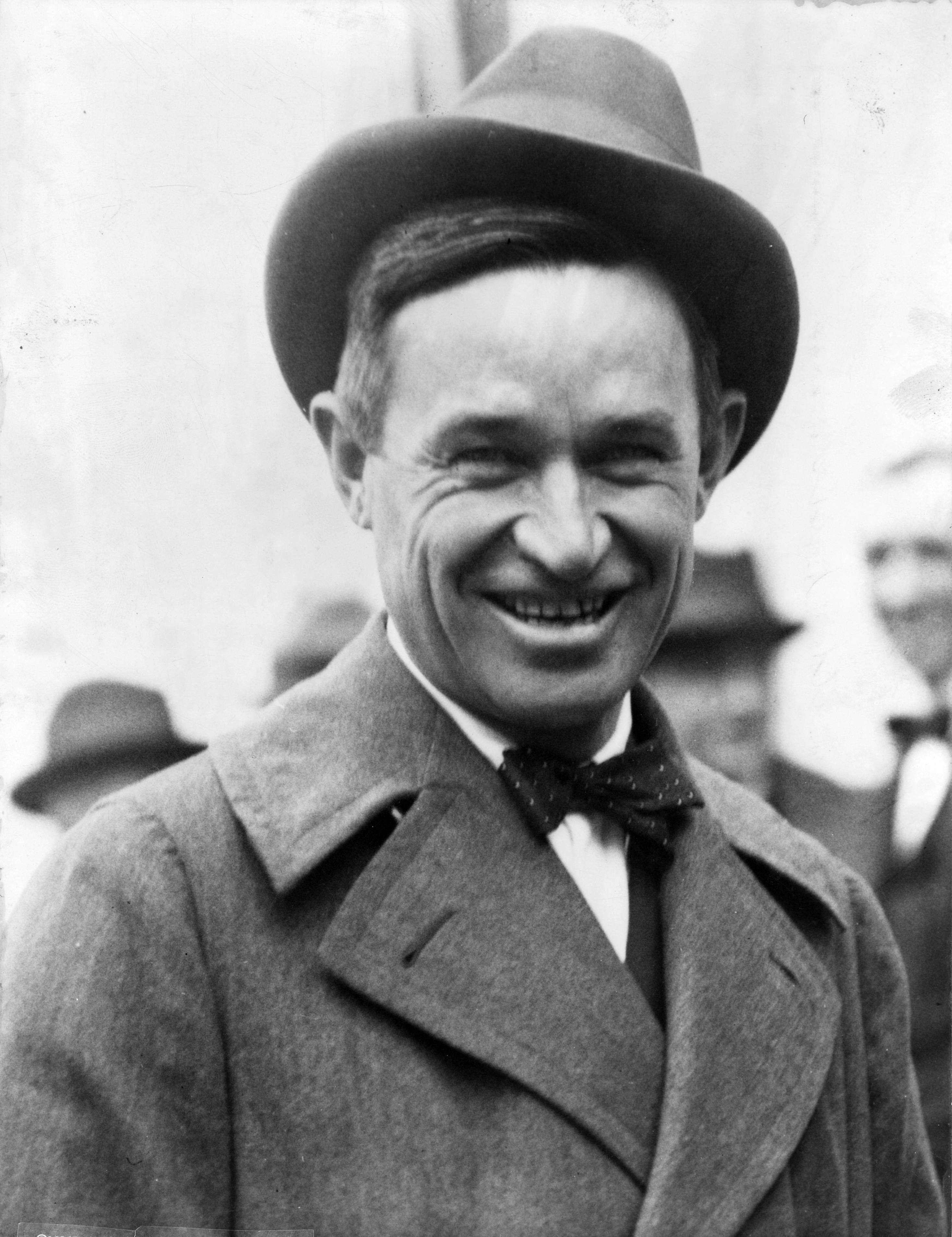
Photo de Will Rogers, découvreur du phénomène de Rogers

Le phénomène de Rogers, attribué à Will Rogers, est un paradoxe mathématique : lorsqu'on déplace un élément d'un ensemble vers un autre, il est possible que la moyenne de chacun de ces ensembles augmente.
L'effet se produit lorsque les deux conditions suivantes sont remplies :
1. L'élément déplacé est inférieur à la moyenne de l'ensemble de départ ;
2. L'élément déplacé est supérieur à la moyenne de l'ensemble d'arrivée.

## Exemple numérique
Soit deux ensembles A et B :
A = {5, 6, 7, 8, 9}
B = {1, 2, 3, 4}
La moyenne de A est 7, et la moyenne de B est 2,5. Si on déplace le 5 de A vers B, on a alors :
A = {6, 7, 8, 9}
B = {1, 2, 3, 4, 5}
La nouvelle moyenne de A est 7,5, celle de B est 3. En déplaçant un élément, on a augmenté la moyenne de chacun des deux ensembles.